# Sanchezia tigrina
Sanchezia tigrina är en akantusväxtart som beskrevs av Emery Clarence Leonard. Sanchezia tigrina ingår i släktet Sanchezia och familjen akantusväxter. Inga underarter finns listade i Catalogue of Life.